# Гвідо Бернарді
Гвідо Бернарді (італ. Guido Bernardi, 21 вересня 1921 — 22 січня 2002) — італійський велогонщик.
Срібний призер Олімпійських Ігор 1948 року в командній гонці переслідування.